# Tanjore Air Force Base
Tanjore Air Force Base (engelska: Thanjavur Air Force Station) är en flygplats i Indien.   Den ligger i distriktet Thanjavur och delstaten Tamil Nadu, i den södra delen av landet, 2 000 km söder om huvudstaden New Delhi. Tanjore Air Force Base ligger 75 meter över havet.
Terrängen runt Tanjore Air Force Base är platt. Runt Tanjore Air Force Base är det tätbefolkat, med 459 invånare per kvadratkilometer. Närmaste större samhälle är Thanjavur, 8,1 km nordost om Tanjore Air Force Base. Omgivningarna runt Tanjore Air Force Base är en mosaik av jordbruksmark och naturlig växtlighet.